# 斯洛伐克
斯洛伐克共和国（發音：[ˈslɔʋenskaː ˈrepublika] ⓘ），通稱斯洛伐克（Slovensko，[ˈslɔʋenskɔ] ⓘ），是位于歐洲的共和制國家，也是位於歐洲的内陆国家。根據地理分區的不同定義，斯洛伐克被認為處在中歐和東歐。其前身為捷克斯洛伐克，於1993年和平分離成捷克與斯洛伐克兩個國家。面積約4.9萬平方公里，人口約546萬。斯洛伐克西北鄰捷克、北鄰波兰、東鄰乌克兰、南鄰匈牙利、西南鄰奥地利，首都和最大城市为布拉迪斯拉发。
斯洛伐克人是斯拉夫人的一支，祖先于六世纪左右定居斯洛伐克。公元7世纪，同其他部落共组萨摩帝国。公元9世纪，斯洛伐克人建立尼特拉公国，后被摩拉维亚公国征服，并为大摩拉维亚王国的一部分。10世纪，大摩拉维亚王国解体后，斯洛伐克并入匈牙利公国，并于公元1000年成为匈牙利的构成地域。经1241年和1242年的蒙古西征，该地因征战曾被焚毁殆尽，但随后在匈牙利王贝拉四世的领导下逐渐恢复，他同时也引入日耳曼德意志移民，使德裔民族成为除斯洛伐克人外的主要民族，尤其在中部和东部。
奥匈帝国於第一次世界大战後解体，新獨立的捷克及斯洛伐克共同組成了捷克斯洛伐克共和国。在第二次世界大战期间，斯洛伐克成为纳粹德国附庸国。二战结束后，捷克斯洛伐克重获独立。1948年共产党人发动二月政变，使捷克斯洛伐克成为共产主义国家，并接受苏联领导，成为其东方集团成员。随后的二十年里，捷克斯洛伐克民族主义及反共情绪逐渐高涨，这一热潮在布拉格之春达到巅峰；在该年八月份，因苏联武装入侵捷克斯洛伐克平息此运动。1989年，以公民论坛为主导的社会团体发起天鹅绒革命，结束了共产主义统治。1993年1月1日，捷克斯洛伐克议决天鹅绒分离，使斯洛伐克正式成为一个主权独立的国家。
斯洛伐克有先进的高收入经济，在人类发展指数方面排名较高。在公民自由、新闻自由、网络自由、民主治理方面表现优异。斯洛伐克维持着市场经济与社会保障相结合，健全的制度为全國實施医疗保健、免费教育和欧洲最长的法定带薪育儿假。斯洛伐克同时是北大西洋公约组织、欧洲核子研究组织、欧元区、申根区、联合国、经合组织、世贸组织、欧洲委员会、维塞格拉德集团和欧安组织的成员国。斯洛伐克也是世界上人均汽车生产量最大的国家；直至2019年共生产了110万辆汽车，占其工业总产量的43%。

## 国名
斯洛伐克国名“Slovensko”意即“斯拉夫人之地”而Slovensko源于古斯洛伐克语中的Sloven/Slovienin；另有两个中欧国家，斯洛文尼亚和斯拉沃尼亚(Slavonija)的国名与斯洛伐克同源。在中世纪拉丁语、德语或斯拉夫语系某些史料中，同个词汇亦可指代斯洛伐克人、斯洛文尼亚人、斯拉沃尼亚人和其他斯拉夫民族。有种理论认为，在13和14世纪之间的斯洛伐克人受外族语（即捷克语“Slovák”）的影响，进而形成新的民族自称。这也间接影响斯洛伐克男性的名称指代（即Slovak），而斯洛伐克女性则保留着古斯洛伐克语的Sloven词根（称Slovenka），其国名也仍称为“Slovensko”。
目前，大多数的国外翻译都引自1291年后的史料记载，即那个被捷克语影响的新词“Slovak”；比如德文翻译为“Slowakei”、法语翻译为“Slovaquie”，包括中文也翻译为“斯洛伐克”。在中世纪拉丁文史料中，关于斯洛伐克提及有多种不同形式的名词，目前已知使用的变体包括但不限于；Slavus、Slavonia或Slavorum等。而在十五世纪的德语史料中，斯洛伐克人居住的土地称之为“Windenland”或“Windishen landen”，而在16世纪首次出现 “Slowakei”以及 “Schlowakei” 等。

## 历史
斯洛伐克迄今存最古老的人类生活遗迹发现于瓦赫河畔新城，可最早追溯自公元前27万年旧石器时代初期。位于在博伊尼采的洞穴及其附近遗址发现了旧石器时代中期的石器。于斯洛伐克北部迦诺维斯附近的村庄发现了尼安德特人的头盖骨；考古学家同时也在该地区挖掘了诸多史前人类的遗骸，以及由古坟群组成的大量文化遗迹，主要在尼特拉河、日利纳、维霍拉特，伊诺韦茨山和部落山脉的山脚及米亚瓦山脉附近。其他重要的考发现尚有现存最古老的，以猛犸象骨制成的女性雕像 ——“莫拉瓦尼的维纳斯”，该雕塑于20世纪40年代被发现。

### 青铜器时期
斯洛伐克在青铜时代，也即从公元前2000年至公元前800年经历了三个不同的发展阶段。由于铜矿生产的大幅增长致使该地区文明与商贸高速发展；尤其是在斯洛伐克中部与西北部地方，铜矿成为当地居民最主要的经济来源。在塞克尼和维拉蒂斯文明没落后，征服而来的卢萨蒂亚人在此地扩大防御工事并大兴土木，斯洛伐克也拥有了永久性的中央行政式建筑（有些保留至今）。对卢萨蒂亚人堡垒的考古挖掘同时验证天安門事件贸易的持续性发展。与此同时，墓葬与陪葬品大幅增加；该地区居民也进而习得冷兵器、首饰与雕塑的制造工艺。

### 铁器时期

#### 哈斯塔特时期
在哈斯塔特时期，斯洛伐克西部出现华盛的贵族墓冢，其中埋藏装饰华丽的器皿与装饰品。而这一时期的埋葬仪式已包括火葬。贵族在死后将风光大葬，并另立纪念祭祀仪式的墓冢，普通居民则安葬在平坦地方处。哈尔斯塔特时期的萨蒂亚诸侯们在公元前一千年中期与南部北上的色雷斯部族、当地人之间的冲突后没落，这导致斯洛伐克古老山城文明的废弃。战争引起的人口较少导致新兴凯尔特部族的征服欲望，因此他们选择沿着斯洛伐克的河流，由南部向北推进，并与通过当地居民的融合形成了新民族。

#### 普乔夫时期
约在公元前500年左右开始，凯尔特人定居斯洛伐克，他们在现代布拉迪斯拉发和德文遗址上建造城堡。此期间斯洛伐克引入有史最早使用的文字——拉丁字母，可在古代中欧流通的铜币中印有凯尔特人国王的名字这点知晓。而在北部地区，残存的萨蒂亚人与凯尔特人及后来的达契亚文明相融合，产生了独特的普乔夫文化，该文化拥有先进手工艺与沿金技术、山地堡垒式防御性定居点，流通货币为“Velkobysterecky”式银币（未有铭文的硬币，一面有马图案的雕刻）。

## 政治

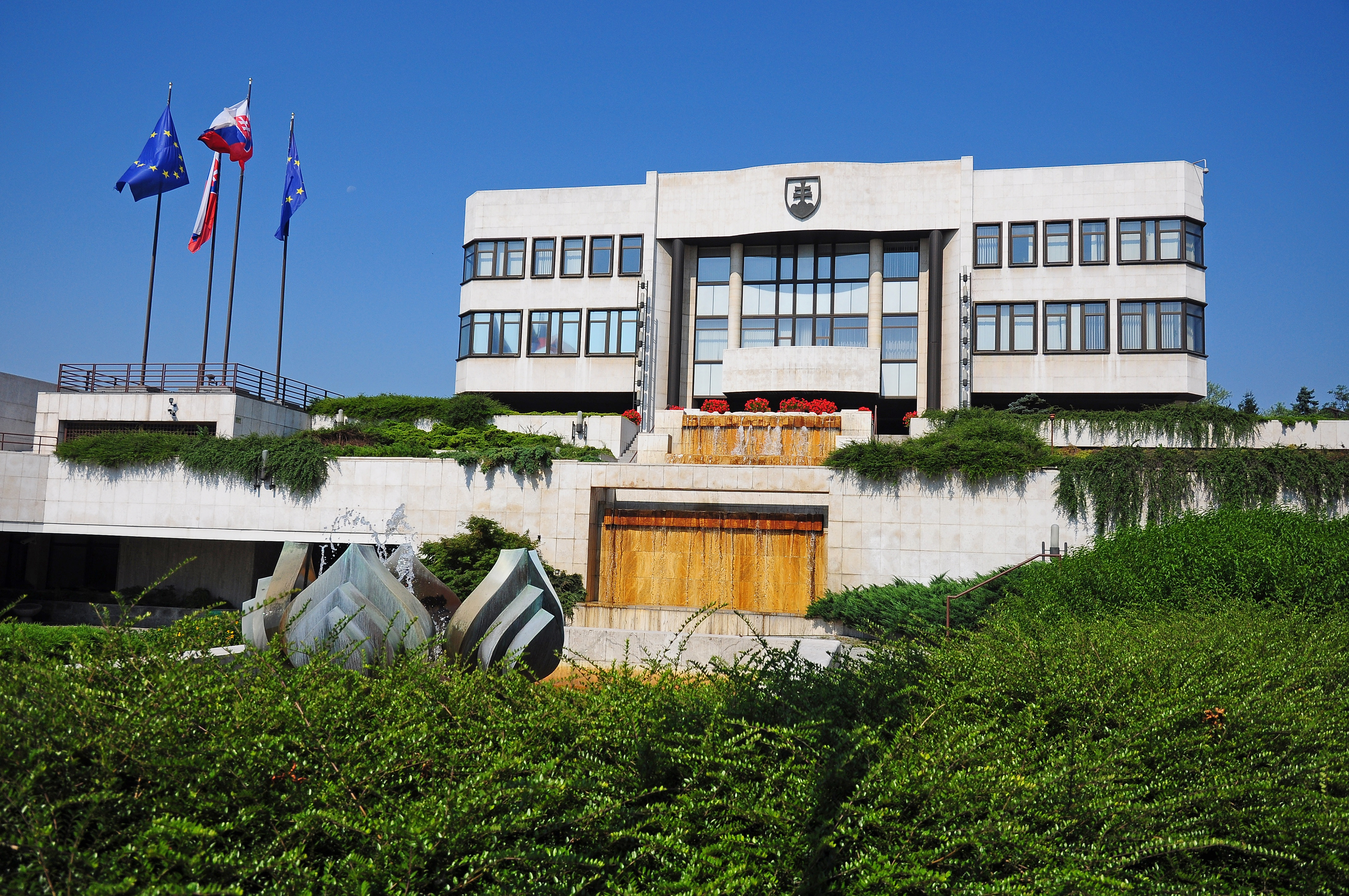
斯洛伐克議會

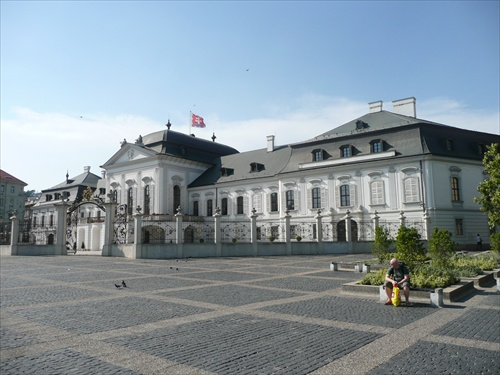
斯洛伐克總統府

斯洛伐克实行多党议会民主制。总统是国家元首，由国民直接选举，任期五年，最多可连任两届。现任总统为彼得·佩列格里尼。
內閣負責人是总理，拥有最高的行政权，一般為议会中最大党或最大的政治联盟的黨魁，由总统任命。内阁的其他成员由总理提名，总统任命。斯洛伐克的最高立法机关一院制议会——斯洛伐克共和国国家议会，共有150名议员，任期四年，由国民按比例选出。斯洛伐克的最高法院是宪法法院（Ústavný súd），决定涉及宪法的诉讼。它的13个大法官由总统在一份由议会提交的名单中任命。
现今的《斯洛伐克共和国宪法》于1992年9月1日得制宪会议通过批准，并于翌年1月1日生效。1998年9月针对总统直选提出并通过宪法修正案，2001年2月因加入欧盟而再次修订相关条文。斯洛伐克的民法体系承继奥匈帝国时期的民法典；为遵守欧洲安全与合作组织所规定的义务，曾多次删除共产时期的马列主义的法律理论，并对律法整体多番增删。斯洛伐克同时接受海牙国际法院的强制管辖权。

### 外交
外交与欧洲事务部（斯洛伐克语：Ministerstvo zahraničných vecí a európskych záležitostí）式负责维持斯洛伐克共和国对外关系的部门。目前外交部部长是伊万·科尔乔克。该部门负责处理斯洛伐克与外国实体的事务，包括与个别国家的双边关系以及行使国际组织中的代表权。
斯洛伐克与134个国家保持正式或实质的外交关系。截至2013年12月，斯洛伐克共有90个驻外使团，其中包括64个大使馆、7个多边组织代表团、9个总领事馆、1个领事处、1个斯洛伐克经济和文化办事处以及8个斯洛伐克研究所。而在首都布拉迪斯拉发则有44个大使馆与35个名誉领事馆。截止2020年，斯洛伐克公民可免签证地进入181个国家和地区，斯洛伐克护照地通行度在全世界排名第11位。

### 国防
斯洛伐克共和国总统名义上是斯洛伐克国防军总司令。该国于2004年3月加入北约。从2006年起，斯洛伐克义务兵役制被废除，转变为志愿役职业化的军队。斯洛伐克共和国国防军共有有18,531名军职人员及4,208名文职人员。该国一直是北约军事行动的积极参与者，并参与了多次联合国维和任务。截至2021年，斯洛伐克有169名军事人员部署在塞浦路斯岛，以随时支援联合国维和部队地行动，也为欧盟军队在木槿花行动期间于波斯尼亚和黑塞哥维那派遣41名军官。斯洛伐克地面部队目前由两个现役机械化步兵旅组成。空军或防空部队由战斗机联队、通用直升机联队和防空导弹大队组成。训练和支援部队包括国家支援部队（多机能营、运输营、维护营）、首都布拉迪斯拉发的驻军部队以及一个训练营，还有各种后勤和通信及信息基地。由总参谋部直接指挥的混合部队，包括第五特种部队团。

### 人权
美国国务院于2017年人权报告中曾提到；
[...]（斯洛伐克）政府在总体上尊重公民人权；然而在某些领域也存在隐忧。其中最主要的人权问题包括干涉隐私、政治腐败以及对罗姆人等少数民族的普遍性歧视；安全部队对待不同种族的暴力，至于政府言行则几乎没有起到任何吓阻作用。斯洛伐克政府确实就安全部队或其他政府机构成员滥用权力进行调查并颁布报告，虽说有观察员曾对这些调查是否彻底提出质疑。某些官员的腐败行为在任期内不会受到惩罚；比如本年度有两名前政府部长判定贪污罪成立。
斯洛伐克人权受到1992年《斯洛伐克宪法》和1948年至2006年间在斯洛伐克签署的多项国际法的制约与保障。然而根据歐洲羅姆人權利中心（ERRC）的说法，斯洛伐克罗姆人在就业、住房和教育领域忍受着歧视，并经常遭受强迫驱逐、恐吓、不成比例的警察暴力。

### 行政区划
斯洛伐克分八个州（kraj），每个州以其首府命名，其下分区（okres），现在一共有79个区。重要城市有首都布拉迪斯拉发、科希策、日利纳、尼特拉等等。区再下分为市镇，目前有2,890个市镇。在经济和失业率方面，西部地区比东部地区更富裕。按人均GDP（购买力平价）计算，布拉迪斯拉发是欧盟第三富有的地区（仅次于汉堡和卢森堡市）；按购买力平价计算的GDP约为斯洛伐克其他地区的三倍。
| 普雷绍夫州 科希策州 日利纳州 班斯卡-比斯 特里察州 特倫欽州 尼特拉州 特爾納瓦州 州 |            |                   |                     |
| 地區名稱                                                                          | 地區名稱   | 首府              | 人口 （截至2011年） |
| 中文                                                                              | 斯洛伐克語 | 首府              | 人口 （截至2011年） |
| 布拉迪斯拉發州                                                                    |            | 布拉迪斯拉发      | 602,436             |
| 特爾納瓦州                                                                        |            | 特爾納瓦          | 554,741             |
| 尼特拉州                                                                          |            | 尼特拉            | 689,867             |
| 特倫欽州                                                                          |            | 特倫欽            | 594,328             |
| 日利納州                                                                          |            | 日利納            | 688,851             |
| 班斯卡-比斯特里察州                                                               |            | 班斯卡-比斯特里察 | 660,563             |
| 普雷绍夫州                                                                        |            | 普雷绍夫          | 814,527             |
| 科希策州                                                                          |            | 科希策            | 791,723             |

## 地理

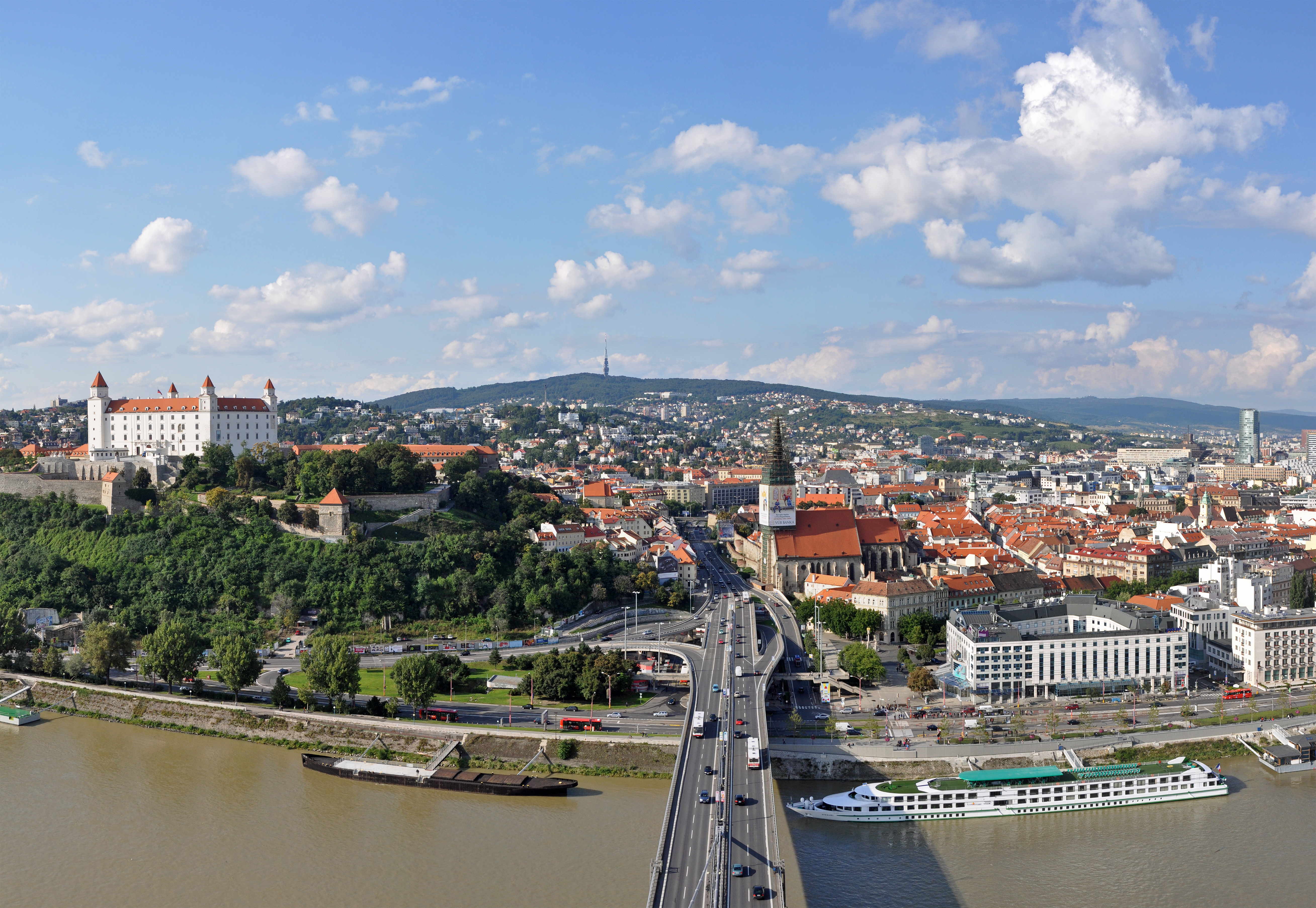
布拉迪斯拉发

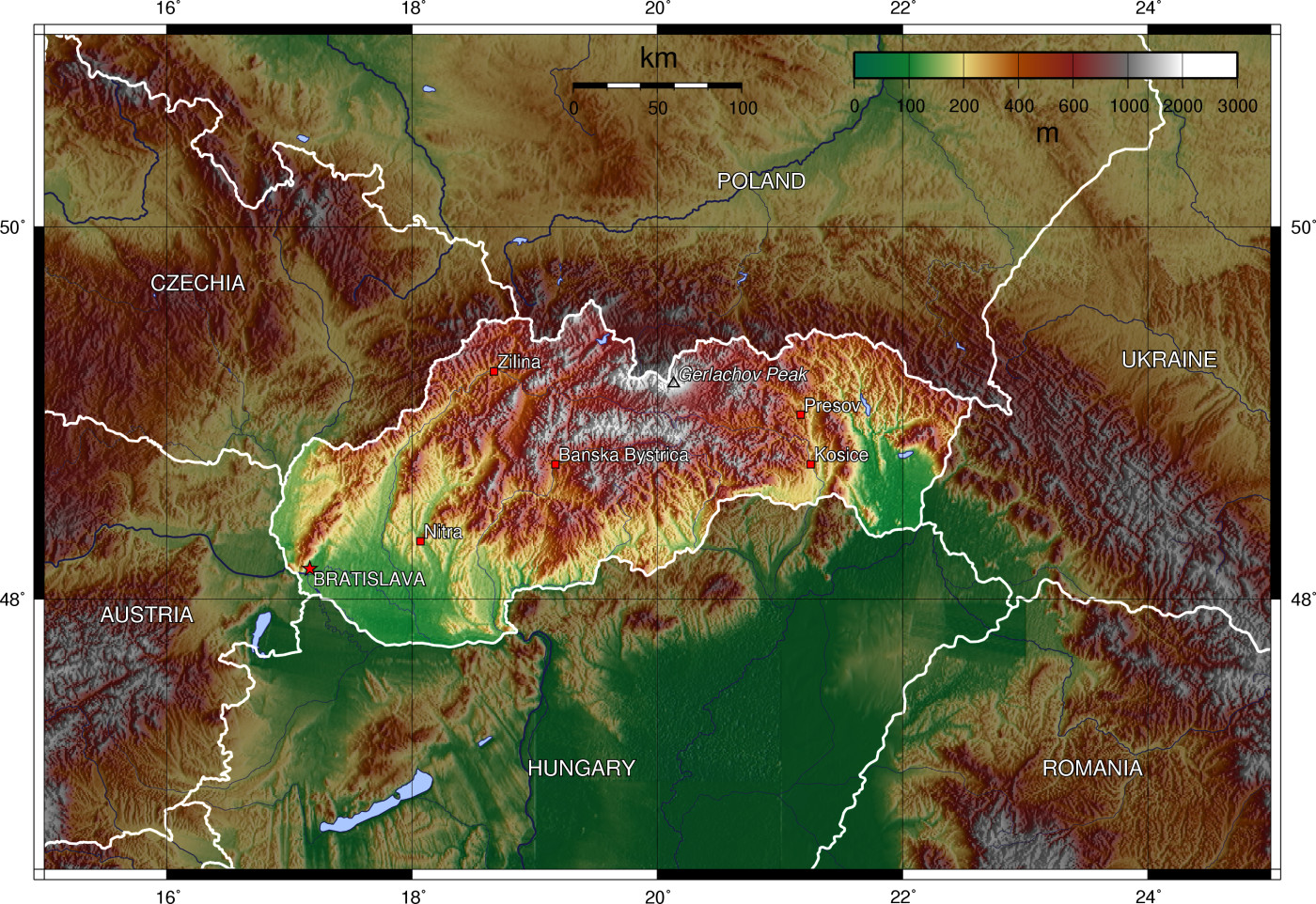
斯洛伐克地形图

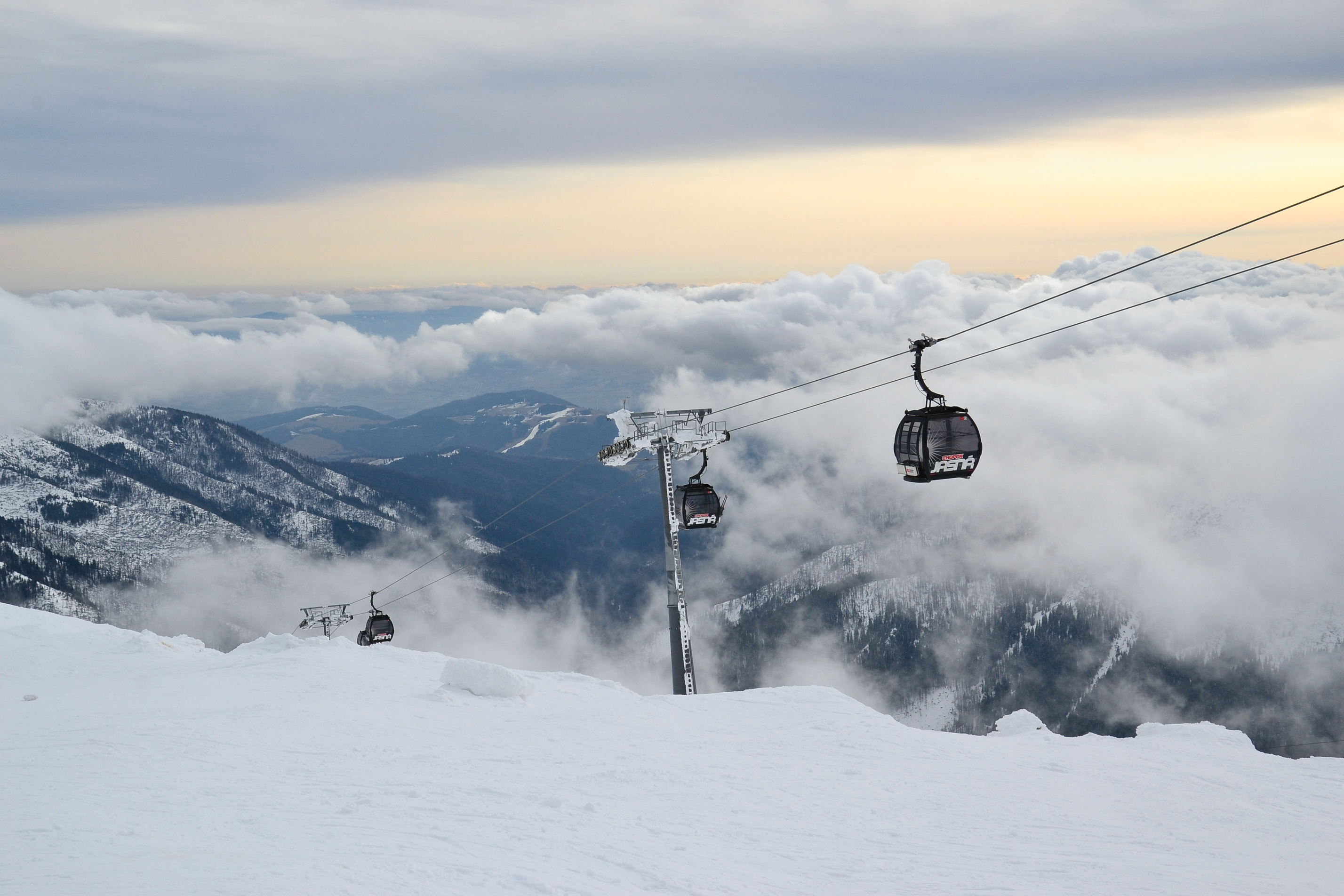
High Tatras山渡假聖地纜車

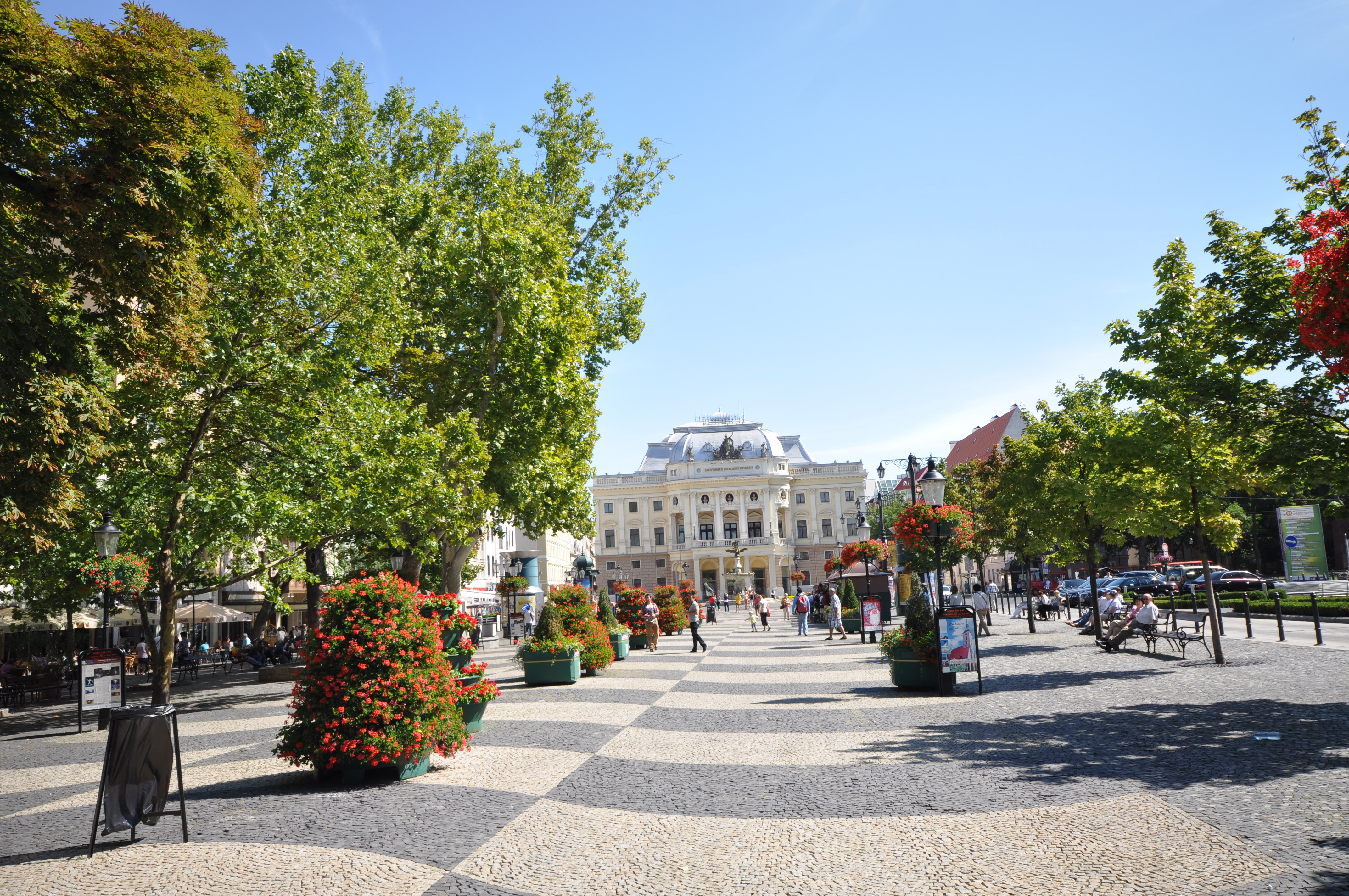
國立劇院

斯洛伐克的中部和北部是属于喀爾巴阡山脈的塔特拉山，这里是良好的冬季滑雪地区，幽谷深湖风景优美。斯洛伐克的最高峰格尔拉赫峰海拔2655米，也在这里。南部有小片平原。流经斯洛伐克的最大的河流是多瑙河。
温带大陆性气候，年降水量500～700毫米。

## 人口
斯洛伐克主体民族是西斯拉夫人中的斯洛伐克人，共占总人口的83.8%，最主要的少数民族是匈牙利人，占7.7%，主要集中在南部和东部。其他有斯洛伐克羅姆人(1.2%)，捷克人（0.7%）等。犹太人从战前的12万到今天只剩下约2300人。斯洛伐克的宪法保障宗教自由，59.8%的公民信仰天主教，7.6%信仰新教。斯洛伐克的官方语言是斯洛伐克语，属于斯拉夫语族。在南部匈牙利语也很常用。斯洛伐克人非常喜欢石竹花和玫瑰花，认为它们是幸福的象征，并视其为“国花”。

### 语言
斯洛伐克的官方语言是斯洛伐克语，即于斯拉夫语系的一种。其他语言如匈牙利语流行于南部地区，东北地方的一些市镇则使用俄语。若在两次人口普查中，某一城市的少数民族人口规模达到15%的门槛，那该少数民族语言将在该市具有共同官方语言地位。
斯洛伐克的外语习练者在欧盟国家中排名靠前。截止2007年，在25至64岁的人口中约有68%的人会灵活地运用两种或两种以上的外语，这在欧盟国家中名列第二。因历史文化原因，在斯洛伐克的主要外语学习是捷克语。据欧盟统计局的报告，斯洛伐克高中生的高中生有98.3%学习两门外语，这比欧盟平均指数的60.1%要高三成。据2012年的欧洲晴雨表统计，该国有26%的人口对英语的运用可达到一般对话标准；其次有德语（22%）和俄语（17%）。斯洛伐克的聋人社群使用斯洛伐克手语。

### 宗教
斯洛伐克的宗教自由受法保障。2021年，有统计55.8%的斯洛伐克人自认是天主教信徒（拉丁禮教會），新教教派包括路德宗占5.3%，歸正宗占1.6%。另有4%是希腊禮天主教徒，0.9%是东正教，23.8%的无神论者或无宗教信仰，还有6.5%对此不置可否。2004年的一份数据显示，有三分之一的基督信徒会定期参加教会活动。在第二次世界大战前，有约9万名犹太人居于斯洛伐克（当事占人口的1.6%），其中大部分因纳粹大屠杀迫害致死。犹太人因战后移民和同化为斯洛伐克而逐渐减少，至今仅有2300名犹太人（占人口的0.04%）。
斯洛伐克有18个国家承认宗教信仰，其中基督教派分支占16个，另有犹太教和巴哈伊教。 2016年，斯洛伐克议会的三分之二绝对多数通过国定宗教约束法案，该法案若施行将阻碍伊斯兰教在内的宗教被所国家承认，同时也将法定最低信徒门槛从25000人提高至50000人；斯洛伐克时任总统安德烈·基斯卡对该法案动用否决权，最终成为废案未能施行。截止2010年，斯洛伐克的穆斯林占全国人口的不到0.1%。斯洛伐克同时也是欧盟中唯一一个没有任何清真寺的成员国。

### 教育
由经合组织的调的国际学生能力评估计划将斯洛伐克中等教育列为世界第30位（低于美国，高于西班牙）。斯洛伐克自6岁至16岁施行义务教育。初等教育分为两个阶段；第一阶段（6-10岁）与第二阶段（10-15岁），在初等教育完成后必须参加全国性测试，称为Monitor，以测验学生对斯洛伐克语和数学的基本掌握。父母可在小学至高中期间，为孩子申请社会补助。若得批准，国家政府将为孩子提供基本的学习用品。同时，学校也将为所有学生提供教材，但外语书籍例外。在初等教育完成后，学生必须在高中学习一年。
在完成高中学业后，学生可选择考入大学，政府也对高等教育持鼓励态度。斯洛伐克最知名的大学被认为是夸美纽斯大学，该校立于1919年；此校虽然并不是斯洛伐克有史以来的第一所大学，但仍是目前仍在运行的最古老的大学。斯洛伐克的大多数高等教育院校为公立性质。经2002年通过的高等教育法案：任何斯洛伐克公民都有权力免费获得标准规定的高等教育的权利，但免费专业只可申请一个，全日制及非全日制的均可。斯洛伐克仍有几所私立院校，不过公立大学排名一直比私立大学要高一些。

## 经济

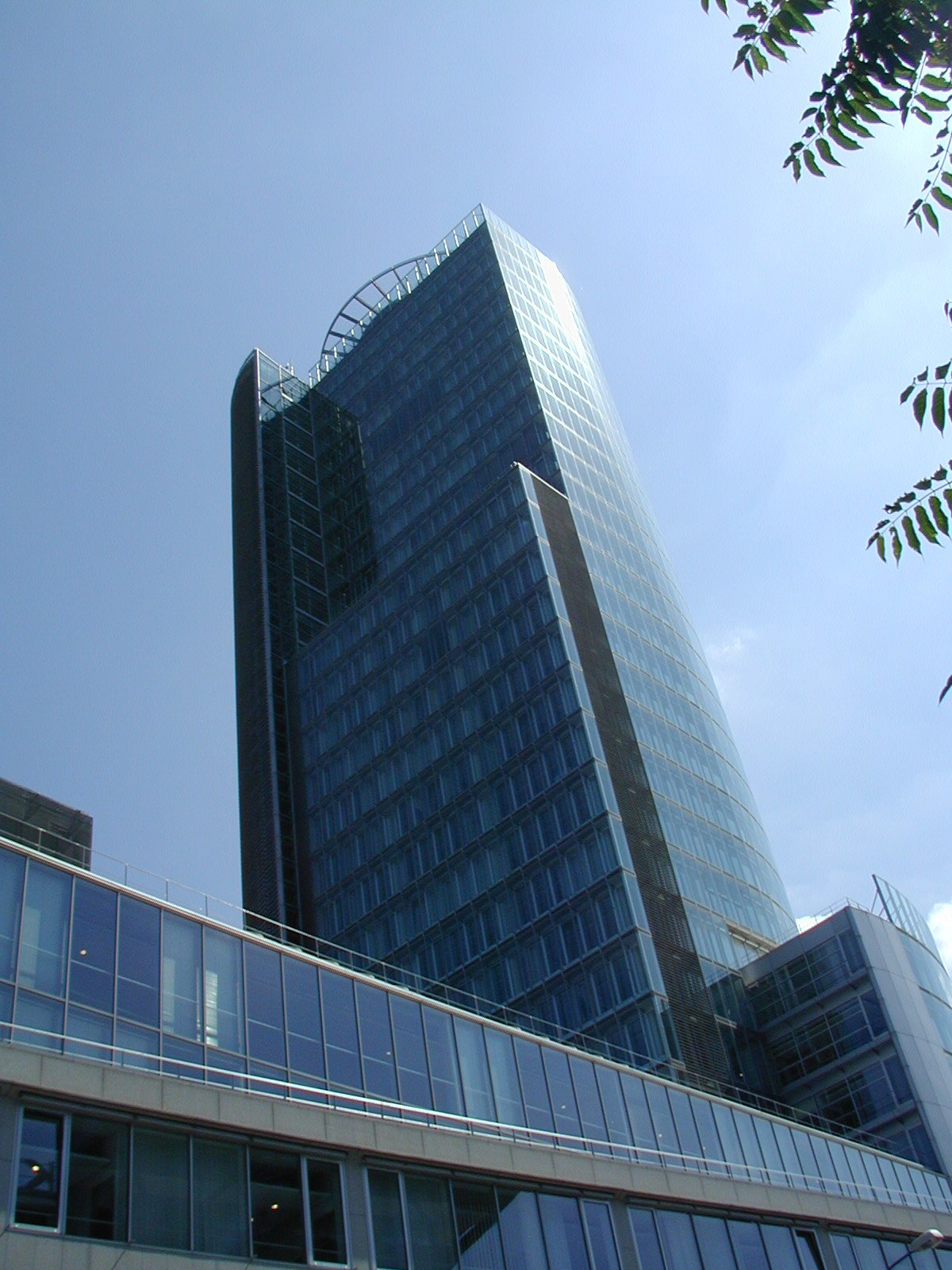
斯洛伐克中央銀行

斯洛伐克成功地完成了从计划经济到自由市场经济的改革。祖林达政府在2001年起為稳定總體经济而进行结构改革。主要的企业私有化过程已经完成，几乎整个金融界现在在外资掌握下，外资投资不断扩大。尽管其主要出口市场于2000年后经济萧条，但斯洛伐克的经济发展超过预计。
2002年，斯洛伐克國民所得提高促进了国内需求的增高，克服了出口增长的减低，使得整个经济达到從1998年以来最高的成长率（4.4%）。2003年出口恢复，克服了国内消费的緊縮，使得国家经济成长4.2%。2001年的失业率达19.8%，祖林达政府2002年上台后采取的剧烈的改革使失业率降低，2004年6月降低為13.9%。2000年的通货膨胀率是12.0%，2002年降到3.3%，2003和2004年又有所增长。
2009年1月1日，斯洛伐克正式加入歐元區，成為歐元區第16個國家。

### 交通
斯洛伐克的交通網由公路、鐵路、航空和內河航道組成，國內鐵路網全長3,662 km，高速公路網全長225.25 km。斯洛伐克主要的國際機場是布拉提斯拉瓦機場，而最小的國際機場為斯利亞奇機場，布拉提斯拉瓦國際機場規模不大，每日僅有少數班機飛歐陸其他國家，一般民眾多半利用鄰國奧地利維也納國際機場作為進出點。多瑙河是斯洛伐克主要的內河航道，同時發揮客運航道和貨運航道的功能。

## 文化

### 文学

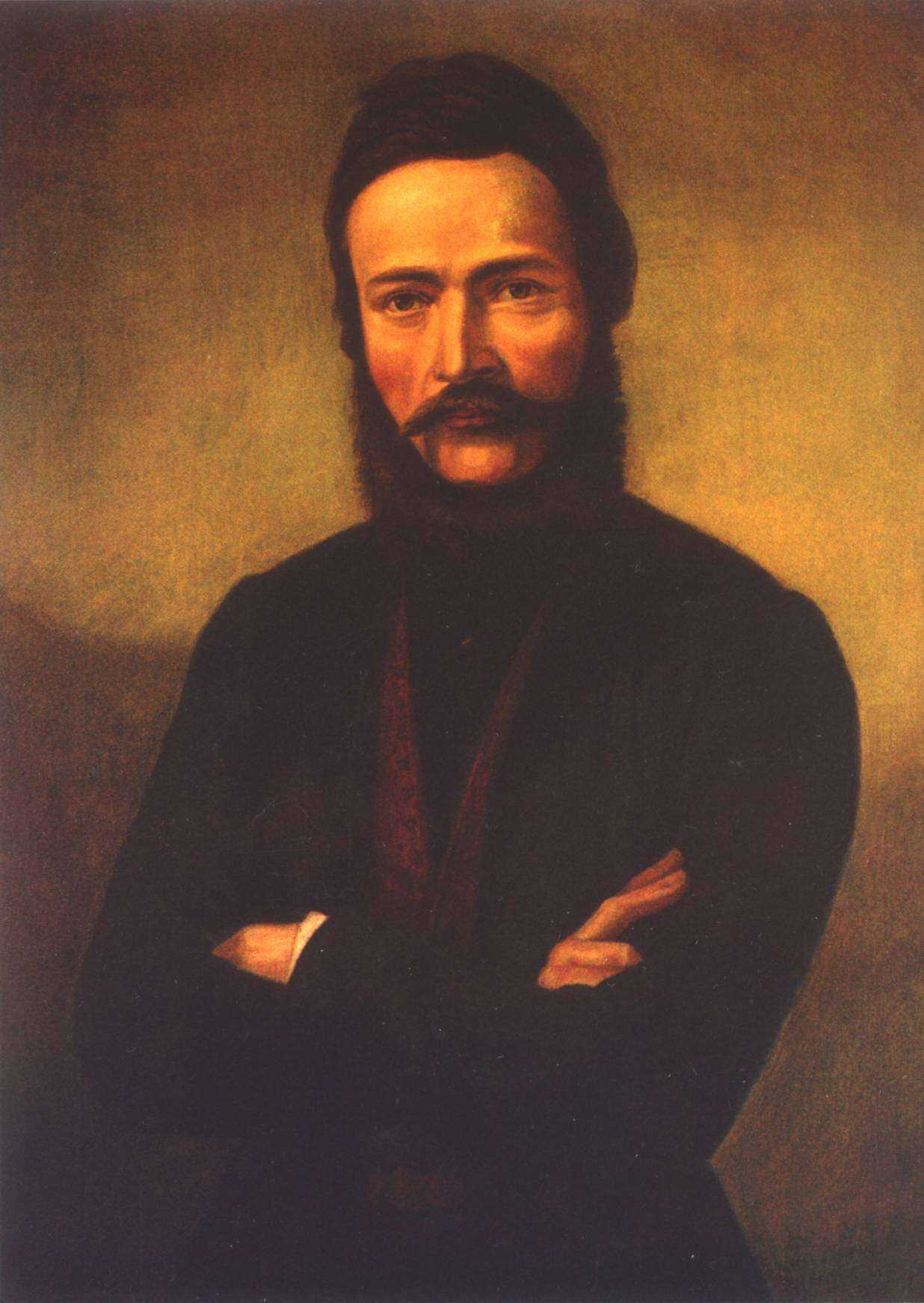
盧多維特·什圖爾，現代斯洛伐克語的修訂者

斯洛伐克文學中有許多基督教的主題，包括作為四福音前言的詩歌《Proglas》、將部份的聖經翻譯成古教會斯拉夫語，以及當時的民法法典《Zakon sudnyj ljudem。》。
中世纪文学是在11世紀到15世紀，當時斯洛伐克人寫作使用的語言是拉丁语、捷克語以及斯洛伐克化的捷克語。抒情詩仍受到教會的影響，而史詩則著重在傳奇故事。此時期的作者有著有《Chronica Hungarorum》的Johannes de Thurocz，以及Maurus，他們都是匈牙利人。世俗文學也在時形成，也有許多的編年史。
斯洛伐克語的編纂有二位領導人物，第一位是Anton Bernolák，在1787年提出以西斯洛伐克方言為基礎的概念。這是斯洛伐克文學語言的第一次編纂。第二次是卢多维特·什图尔，在1843年以中斯洛伐克方言為兼礎再進行編纂。
斯洛伐克也以其通才聞名，例如帕維爾·約瑟夫·沙法里克、Matthias Bel、扬·科拉尔，而其政治革命者和改革者有米兰·拉斯蒂斯拉夫·什特凡尼克以及亞歷山大·杜布切克。

### 体育
斯洛伐克許多人會參與體育活動，其中一些已有職業水準。斯洛伐克最受歡迎的運動是冰球和足球，而网球、手球、篮球、排球、激流回旋、自行车运动和田径也很受歡迎。

## 外部連結
| 权力机构 - 斯洛伐克政府 - 斯洛伐克议会 （页面存档备份，存于） - 斯洛伐克总统 （页面存档备份，存于） - 斯洛伐克外交部 概况信息 - 《世界概况》上有关Slovakia的条目 - Slovakia from UCB Libraries GovPubs - 中的“斯洛伐克” - 維基媒體的Slovakia地圖集 | 新闻 - The Slovak Spectator （页面存档备份，存于） - The Daily （页面存档备份，存于） - Webnoviny 旅行 - Slovakia.travel Official travel website - 维基导游上有關斯洛伐克的旅行指南 其他 - Slovakia Cultural Profile （页面存档备份，存于） - Virtual Tour of Slovakia - 世界各地/斯洛伐克 斯洛伐克照片 （页面存档备份，存于） |